# Symboles européens
Cet article concerne les symboles paneuropéens. Pour une liste des drapeaux nationaux, voir galerie des drapeaux des pays du monde.
| Symbole             | Conseil de l’Europe | Union européenne |
| ------------------- | ------------------- | ---------------- |
| Drapeau             | Oui                 | Oui              |
| Hymne               | Oui                 | Oui              |
| Devise              | Non                 | Oui              |
| Journée de l'Europe | 5 mai               | 9 mai            |
| Monnaie             | Non                 | Oui              |

Les symboles européens sont des éléments représentatifs de l'Europe ou de l'une de ses principales institutions supranationales (principalement associés à l'Union européenne et au Conseil de l'Europe). Selon les symboles, ils peuvent s'appliquer à l'ensemble du continent européen, à l'unité européenne, au pan-européanisme ou simplement à l'Union européenne (UE). La plupart des symboles connus ont été créés par le Conseil de l'Europe dans les années 1950 et 1960, ils ont pour objectif de représenter l'Europe entière et ne se réfèrent pas uniquement à la CEE ou à l'UE. En plus de ces symboles liés à une identité paneuropéenne, cette dernière développe également des symboles qui lui sont propres.

## Europe et le taureau

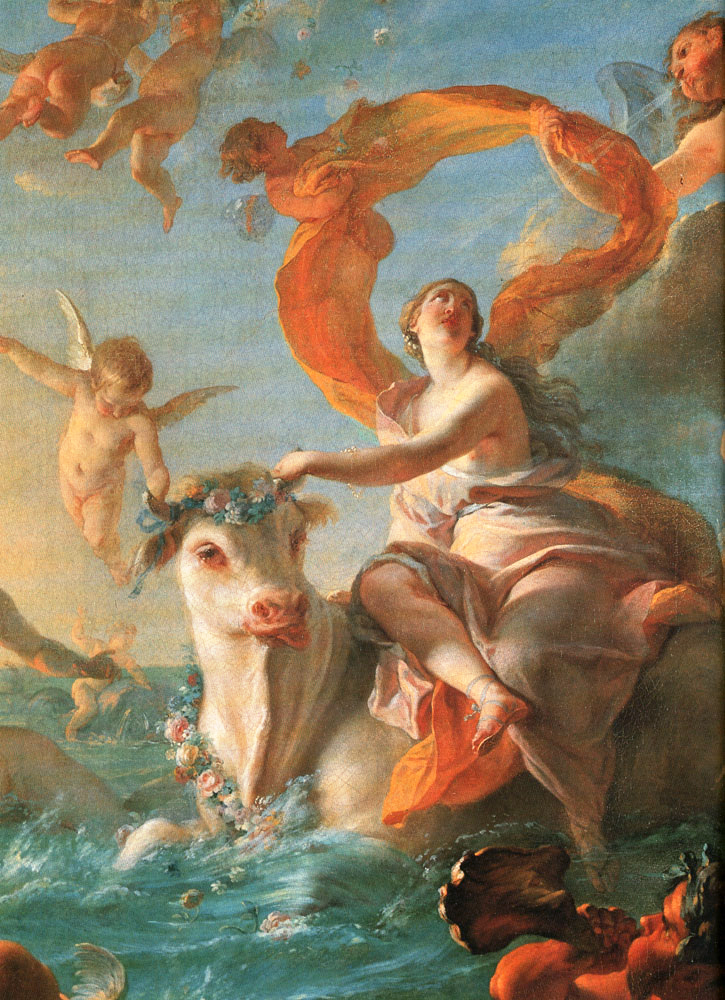
Enlèvement d'Europe par Noël Nicolas Coypel, c. 1726.

Dans la mythologie grecque, Europe (en grec ancien : Εὐρώπη / Eurṓpē ; en grec moderne : Ευρώπη / Evrópi) était une noble phénicienne. Selon la légende, Zeus s'était amouraché d'Europe et avait décidé de la séduire. Il se transforma en un taureau blanc apprivoisé et se mêla aux troupeaux de son père. Alors qu'Europe et ses domestiques cueillaient des fleurs, elle vit le taureau, et grimpa sur son dos. Zeus profita de cette occasion et courut vers la mer puis se mit à nager, avec elle sur son dos, jusqu'à l'île de Crète. Là il révéla sa véritable identité, la viola puis elle finit par tomber sous son charme. Après quoi, Europe devint la première reine de Crète. Zeus lui offrit un collier créé par Héphaïstos et trois cadeaux supplémentaires : le géant de bronze Talos, le chien Lélaps qui attrapait toujours sa proie et un javelot qui atteignait toujours sa cible. Zeus recréa plus tard la forme du taureau blanc dans les étoiles, qui est maintenant connue sous le nom de constellation du Taureau.
L'histoire de son enlèvement est le mythe fondateur derrière le nom « Europe », et le continent Europe a finalement reçu son nom de cette histoire. Au huitième siècle, son nom était utilisé par les ecclésiastiques pour désigner l'Empire carolingien de Charlemagne. C'est la source du terme géographique moderne. Le nom de l'Europe comme terme géographique a été utilisé par des géographes de la Grèce antique comme Strabon. Il est dérivé du mot grec ancien (Εὐρώπη / Eurṓpē) en latin et toutes les langues romanes qui en sont les dérivés, et dans les langages celtiques, germaniques, slaves, baltes, et finno-ougriennes.
« Europe montant un taureau » est resté un motif fréquent de l'art européen depuis l'époque gréco-romaine. Aujourd'hui, des statues d'Europe avec le taureau sont à l'extérieur de plusieurs institutions européennes, ainsi que sur les pièces grecques de 2 € et sur les billets de 5, 10 et 20 €. Le nom d'Europe apparaît sur des timbres postaux commémorant le Conseil de l'Europe, publié pour la première fois en 1956. De plus, le dôme du bâtiment Paul-Henri Spaak du Parlement européen contient une grande mosaïque d'Aligi Sassu représentant l'enlèvement d'Europe avec d'autres éléments de la mythologie grecque. Le personnage d'Europe sert de figure allégorique nationale pour l'Europe.

## Symboles communs du Conseil de l'Europe de l'Union européenne

### Drapeau
Le drapeau européen est constitué d'un cercle d'étoiles dorées (jaune) sur un fond bleu. Il est plus couramment associé à l'Union européenne (UE), autrefois Communauté européenne, qui a adopté le drapeau dans les années 1980. Cependant, il a d'abord été adopté par le Conseil de l'Europe, qui l'a créé en 1955.
L'UE et le Conseil sont des organisations séparées ; tandis que l'UE a 27 membres, le Conseil en a 47 et 5 observateurs comprenant non seulement les 27 états membres de l'UE mais aussi tous les pays européens à l'exception de la Biélorussie, du Kazakhstan et du Vatican. Quand il a été adopté par le Conseil de l'Europe, il ne devait pas représenter que le Conseil, mais l'intégralité de l'Europe. Puisque l'UE et le Conseil représentent tous deux l'unité européenne, les deux organisations utilisent le même drapeau.

#### Cercle de douze étoiles
Le cercle formé par les douze étoiles au centre du drapeau est attaché à un ensemble de valeurs symboliques (plénitude, unité ou encore ouverture) et est reprise parfois indépendamment du drapeau pour représenter les deux entités ou leurs institutions ; c'est le cas par exemple pour le Comité des ministres (du Conseil de l'Europe), la Cour des comptes européenne (de l'UE) ou de l'Assemblée des régions d'Europe.

### Hymne

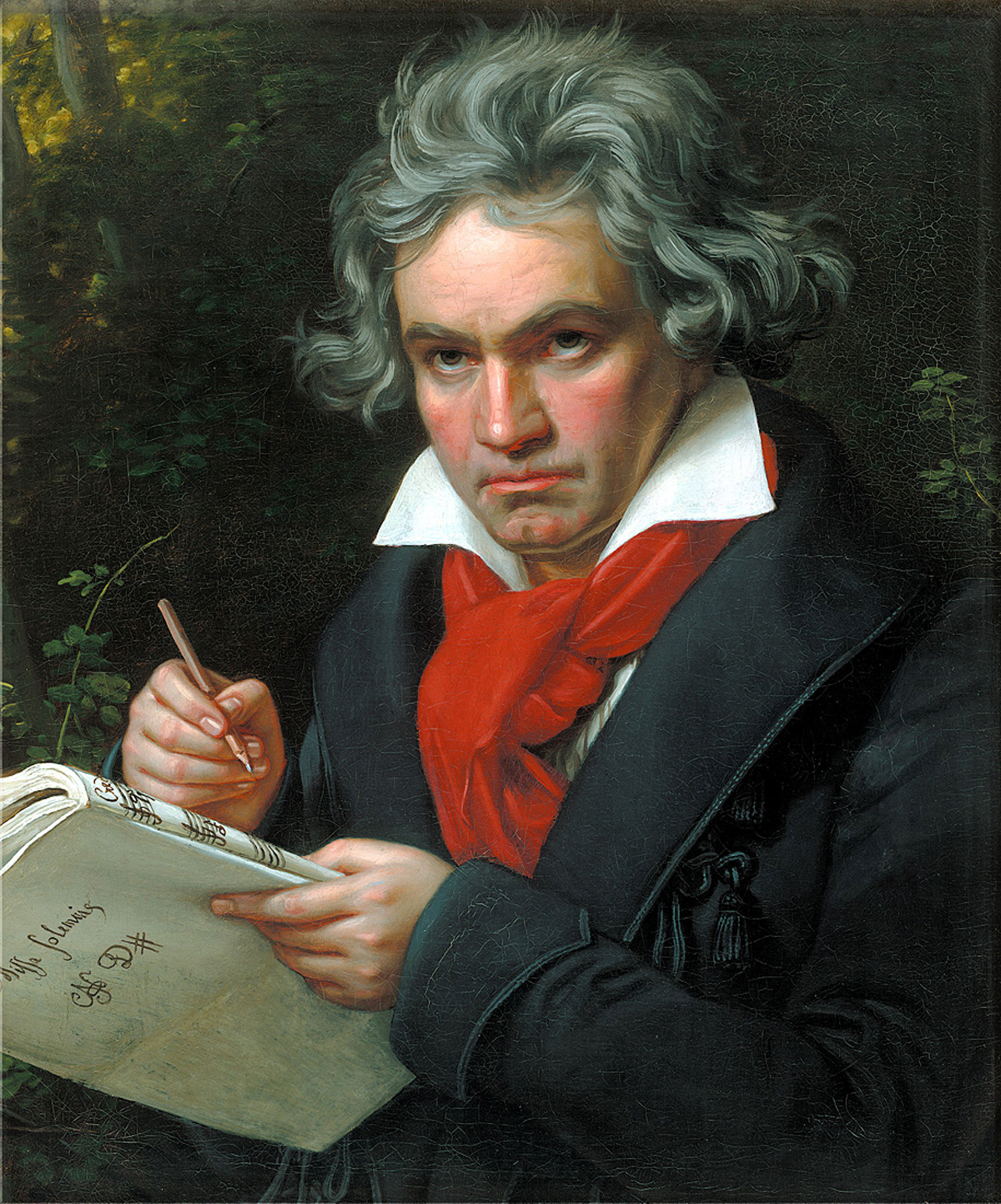
Beethoven a écrit en 1793 lOde à la joie, un mouvement de sa neuvième symphonie.

L'hymne européen se base sur le prélude de l'Ode à la joie, quatrième mouvement de la neuvième symphonie de Ludwig van Beethoven. Du fait du grand nombre de langues en Europe, ce n'est qu'une version instrumentale et les paroles originales en allemand n'ont pas de statut officiel. L'hymne a été annoncé le 19 janvier 1972 par le Conseil de l'Europe après avoir été arrangé par le chef d'orchestre Herbert von Karajan. L'hymne a été lancé par une campagne d'information majeure lors de la Journée de l'Europe du 5 mai 1972.
Il a été adopté par les leaders de la Communauté européenne en 1985. Il ne remplace pas les hymnes nationaux, mais a pour objectif de célébrer les valeurs communes aux États membres, il est joué lors d'occasions officielles aussi bien par le Conseil de l'Europe que par l'Union européenne.
En plus de l’Ode à la joie, d'autres œuvres classiques célèbrent le pan-européanisme. L'Union européenne de radio-télévision utilise le prélude du Te Deum de Marc-Antoine Charpentier comme hymne. Il est joué avant et après chaque concours Eurovision de la chanson. L'hymne de la ligue des champions de l'UEFA a été depuis 1992 joué avec chaque match de la ligue des champions de l'UEFA. C'est un arrangement du Zadok the Priest de Georg Friedrich Haendel, venant des Coronation Anthems.

### Journée de l'Europe
La journée de l’Europe a été créée en 1964 et fixée au 5 mai, date anniversaire de la création du Conseil de l'Europe, le 5 mai 1949.
En 1985, l'Union européenne a créé sa propre journée de l’Europe fixée au 9 mai correspondant à la date anniversaire de la déclaration du 9 mai 1950 de Robert Schuman.

## Symboles propres à l'Union européenne

### Devise
Unie dans la diversité a été adopté comme devise de l'Union européenne en 2000 après un processus non officiel. Il a été choisi à partir de propositions faits par des écoliers sur le site www.devise-Europe.org, et ensuite accepté par la présidente du Parlement européen, Nicole Fontaine. La devise était citée dans le préambule de la constitution européenne abandonnée, et apparait maintenant sur les sites officiels de l'UE.
La devise est traduite dans les 23 langues officielles ainsi que le latin :
| - Bulgare : Единни в многообразието - Tchèque : Jednota v rozmanitosti - Danois : Forenet i mangfoldighed - Néerlandais : Eenheid in verscheidenheid - Anglais : United in diversity - Estonien : Ühinenud mitmekesisuses - Finnois : Moninaisuudessaan yhtenäinen - Français : Unie dans la diversité - Allemand : In Vielfalt geeint | - Grec : Ενότητα στην πολυµορφία - Hongrois : Egység a sokféleségben - Irlandais : Aontaithe san éagsúlacht - Italien : Uniti nella diversità - Latin : In varietate concordia - Letton : Vienotība dažādībā - Lituanien : Vienybė įvairiškume - Luxembourgeois : A Villfalt gëeent | - Maltais : Magħqudin fit-tibjin - Polonais : Jedność w różnorodności - Portugais : Unidos na diversidade - Roumain : Unitate în diversitate - Slovaque : Jednota v rozmanitosti - Slovène : Združeni v raznolikosti - Espagnol : Unidos en la diversidad - Suédois : Förenade i mångfalden |

### Symbolique de l'euro

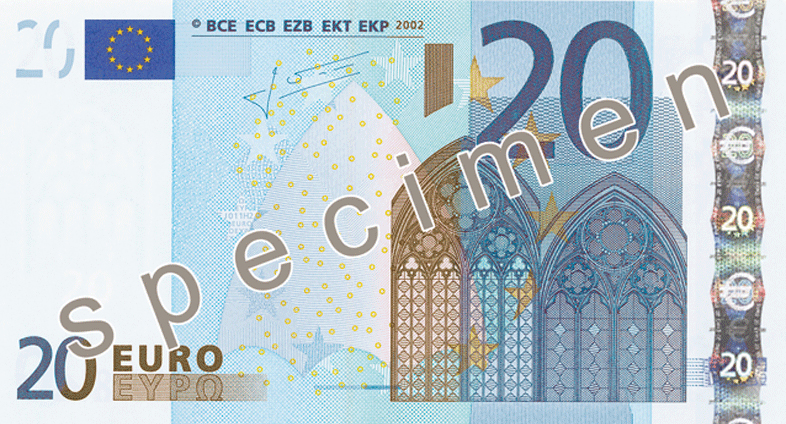
L'euro est devenu l'un des symboles les plus tangibles de l'intégration européenne.

L'euro est devenu un symbole depuis qu'il a remplacé douze monnaies nationales en 2002 et est devenu de jure la monnaie unique de l'union économique et monétaire. Il est maintenant utilisé dans 19 États membres de l'UE, ainsi que dans d'autres pays européens et il est devenu (avec son symbole monétaire : €) l'un des symboles les plus tangibles de l'unité européenne pour ses citoyens.

### Logotype de la présidence
Depuis les années 1990, chaque pays assurant la présidence du Conseil de l'UE utilise son propre logotype, qui accompagne la majorité de la vie politique de l'UE durant les six mois de chaque présidence. Celui-ci représentant généralement un élément du pays ou une valeur partagée avec l'Union européenne ; la symbolique du logo est souvent expliquée sur le site de la présidence.

## Reconnaissance officielle
« La Belgique, la Bulgarie, l'Allemagne, la Grèce, l'Espagne, l'Italie, Chypre, la Lituanie, le Luxembourg, la Hongrie, Malte, l'Autriche, le Portugal, la Roumanie, la Slovénie et la Slovaquie déclarent que le drapeau représentant un cercle de douze étoiles d'or sur fond bleu, l'hymne tiré de « l'Ode à la joie » de la Neuvième symphonie de Ludwig van Beethoven, la devise « Unie dans la diversité », l'euro en tant que monnaie de l'Union européenne et la Journée de l'Europe le 9 mai continueront d'être, pour eux, les symboles de l'appartenance commune des citoyens à l'Union européenne et de leur lien avec celle-ci. »

— Dernière partie, Journal officiel de l'Union européenne, 2007 C 306-2

Les 16 États (en bleu foncé) ayant déclaré dans l'acte final du traité de Lisbonne leur attachement au drapeau étoilé sur fond bleu, à l'hymne européen, à l'euro et au 9 mai en tant que Journée de l'Europe.

La Constitution européenne abandonnée aurait légalement déclaré le drapeau, la devise, l'hymne et l'euro comme symboles officiels de l'UE. Le traité de Lisbonne ne mentionne cependant pas les symboles, sauf l'euro déclaré monnaie officielle de l'Union. Bien qu'ils soient supprimés du nouveau traité, les symboles de l'UE continuent à être utilisés. En comparaison, certains pays comme le Royaume-Uni n'ont pas adopté leur drapeau national dans des textes officiels, mais ils sont tout de même utilisés de facto.
Bien que les symboles ne soient pas mentionnés dans les textes du traité de Lisbonne lui-même, une déclaration de seize États membres sur les symboles, comprenant le drapeau, a été incorporée dans la dernière partie du traité de Lisbonne déclarant que le drapeau, l'hymne, la devise, la monnaie et la Journée de l'Europe « continueront d'être, pour eux, les symboles de l'appartenance commune des citoyens à l'Union européenne et de leur lien avec celle-ci ».
Le Parlement européen, défavorable à l'absence des symboles dans le traité de Lisbonne, a soutenu une proposition visant à utiliser les symboles comme le drapeau plus souvent au Parlement, le député Jo Leinen suggérant que le Parlement devrait une fois encore se montrer à l'avant-garde dans leur utilisation. Plus tard, en septembre 2008, la commission des affaires constitutionnelles du Parlement a proposé un changement de forme dans les règles de procédure de l'institution pour faire meilleur usage des symboles : le drapeau serait présenté dans toutes les salles de réunion (pas seulement l'hémicycle) et durant tous les évènements officiels ; l'hymne serait joué à chaque renouvellement du Parlement après des élections et aux séance solennelles ; la devise serait imprimé sur tous les documents du Parlement ; et la « Journée de l'Europe » serait formellement reconnue par le Parlement. La proposition est passée le 8 octobre 2008 à 503 votes contre 96 (15 abstentions).

## Autres organisations

Le drapeau de la Communauté européenne du charbon et de l'acier

Il y eut d'autres organisations paneuropéennes qui n'ont pas adopté les mêmes symboles que le Conseil de l'Europe ou l'Union européenne, ou ont des symboles dérivés de ceux-ci. Le drapeau de la Communauté européenne du charbon et de l'acier (la première des trois Communautés européennes) a été conçu à peu près au même moment que le drapeau européen et partage l'utilisation des étoiles et de la couleur bleue, mais présente un arrangement et un symbolisme complètement différent.
Le drapeau de l'Union de l'Europe occidentale (l'organisation de défense européenne) est dérivé du drapeau européen, altéré pour son usage propre. La commission centrale pour la navigation du Rhin précède toutes ses organisations (elle a été fondée en 1815), mais son drapeau utilise aussi la couleur bleue et un cercle d'étoiles, bien qu'avec un symbolisme différent.